# Benedikt lékařský
Benedikt lékařský nebo benedikt čubet (Centaurea benedicta) je léčivá rostlina z čeledi hvězdnicovitých.

## Lidové názvy
Čubet lékařský, hořký bodlák, krasovlásek, ostropes, zaječí ouško.

## Popis
Jednoletá bylina dorůstající až do výšky 60 cm, s podlouhlými bodlinatými listy. Lodyha načervenalé barvy je hustě chlupatá, stejně tak listy. Kvete v červnu a červenci, květy mají žlutou barvu.

## Účinné látky
Obsahuje hořčiny, silice, třísloviny a další účinné látky.

## Výskyt
Benedikt roste na slunných místech, daří se mu na sušší, ale dobré půdě. Pochází ze Středomoří, jihozápadní a Střední Asie.

## Použití
- Fytoterapie: Benediktu jsou připisovány mnohé léčivé účinky (latinské benedictus znamená požehnaný), zejména protibakteriální a protinádorové. Podporuje a tonizuje zažívání, především tvorbu trávicích šťáv a žluče. Užívá se při nemocech žlučníku a jater, dně a revmatismu; jako cytostatikum. Zevně pak k hojení ran, vředů a ekzémů. Čaj z benediktu podporuje činnost nervové soustavy. Podrobnější užití viz linky v oddíle Externí odkazy. Pozor na předávkování benediktem, vysoké dávky mohou přivodit žaludeční nevolnost až zvracení.
- Gastronomie: Benedikt je součástí bylinných směsí pro bylinné likéry, například sladkého likéru zvaného Benediktinka. Sušený žlutý květ benediktu se používá jako náhrada šafránu pro přibarvení pokrmů.